# Souillac (Frankrijk)
Souillac is een Franse gemeente met (op 1 januari 2022) 3.199 inwoners in het departement Lot aan de rivier de Dordogne. De stad is de hoofdplaats van het gelijknamige kanton en heeft een centrumfunctie voor de omgeving.

## Geschiedenis

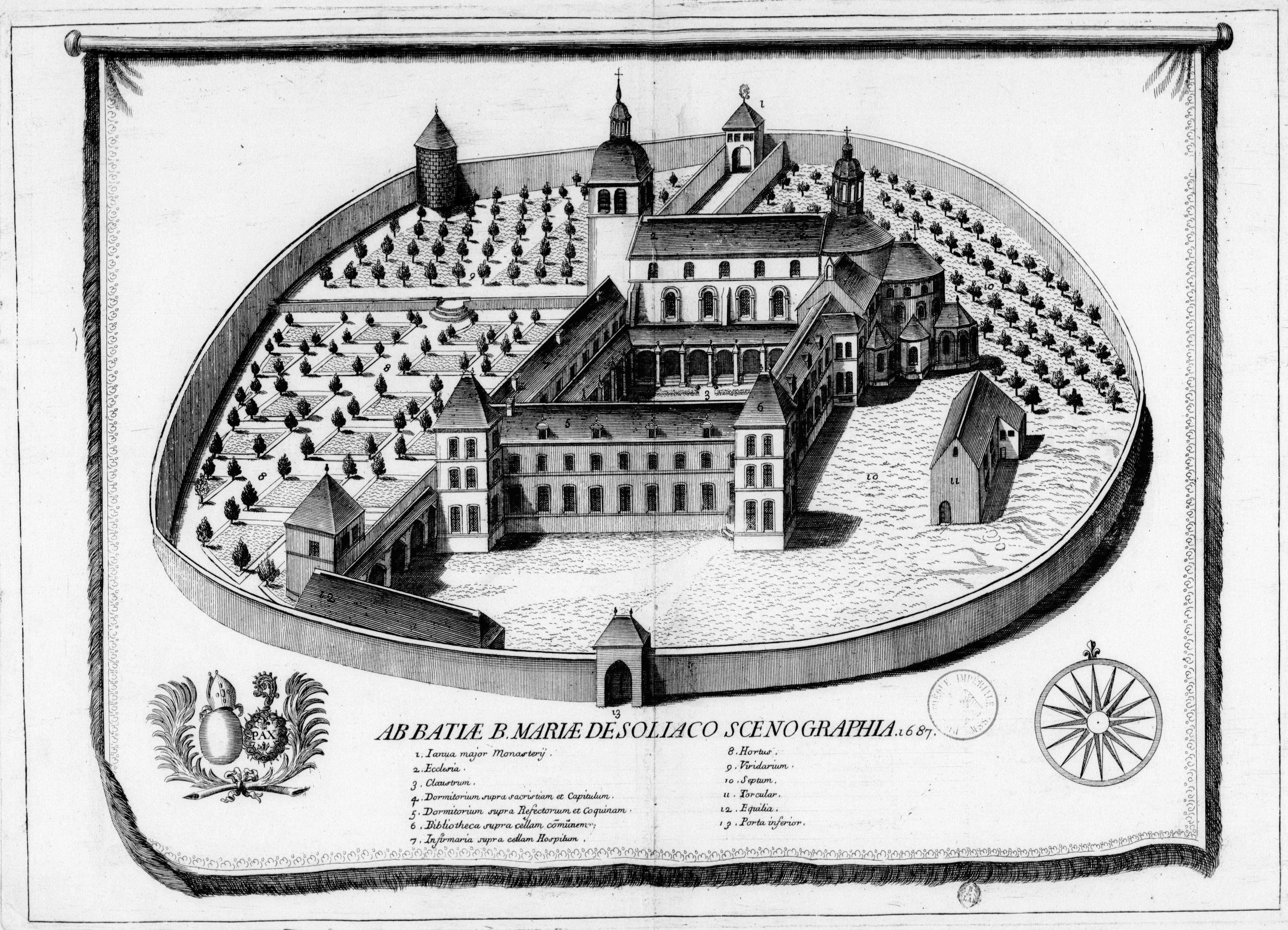
De abdij van Souillac in de zeventiende eeuw (Monasticon Gallicanum)

De streek werd geplunderd door de Arabieren in 732 en door de Vikingen in 848. Souillac werd voor het eerst vermeld in 909. Een deel van de plaats werd toen geschonken aan de Saint-Géraudabdij van Aurillac. De benedictijnen van Aurillac bouwden er een priorij die in de volgende eeuwen uitgroeide tot een grote abdij. De monniken ontwikkelden de landbouw en bouwden watermolens op de Borrèze, een zijrivier van de Dordogne. In de twaalfde eeuw werd de abdij herbouwd in romaanse stijl.
Aan het einde van de tiende eeuw verscheen de eerste heer van Souillac. De plaats is gelegen in een rijke landbouwstreek en beleefde een bloeitijd in de elfde en twaalfde eeuw. Souillac werd verdedigd door een stadsmuur met daarin twee kleine en drie grote poorten: de Porte Laborie in het noorden, de Porte du Pont in het westen en de Porte de Barnicou in het zuiden.
De stad werd tijdens de Honderdjarige Oorlog bezet door de Engelsen. Tijdens de Hugenotenoorlogen plunderden de protestanten de abdij en vernielden deels de parochiekerk, de Saint-Martin. In de zeventiende eeuw herstelde de stad zich, onder andere door de handel met platbodems (gabares) die werden voortgetrokken op de Dordogne. Souillac was de laatste stad die via de rivier kon worden bereikt. Voor het vervoer stroomopwaarts richting Argentat moesten de goederen op karren worden overgeladen. Wijn, zeezout, gedroogde vis en specerijen werden stroomopwaarts vervoerd en stroomafwaarts waren dit hout en graan.
Door de komst van de spoorweg verdween de rivierhandel. Souillac kreeg een treinstation op de lijn Parijs - Toulouse. Er was tevens een treinverbinding naar Viescamp-sous-Jallès. Om dit mogelijk te maken werden tussen 1881 en 1888 zeven spoorwegviaducten gebouwd. Vanaf 1950 profiteerde de stad van het opkomende autotoerisme. Reizigers die van Parijs naar Toulouse reden, kwamen door Souillac via de RN20. Vooral in de zomermaanden zorgde dit voor een grote toestroom van toeristen. Deze stroom viel grotendeels weg door de opening van de autosnelweg A20 in 2001.

## Cultuur en toerisme
Op toeristisch gebied is Souillac veel minder ontwikkeld dan het dertig kilometer verder gelegen Sarlat.
In Souillac zijn vooral het oude klooster en de Byzantijns aandoende romaanse kloosterkerk Sainte-Marie uit de twaalfde eeuw het bezichtigen waard. De tijdens de godsdienstoorlogen gedeeltelijk verwoeste klokkentoren van de elfde-eeuwse Saint-Martinkerk is te bezichtigen.
De stad beschikt verder over het Musée de l'Automate, een museum voor automaten en robotica. Ook is likeurstokerij La Vieille Prune er gevestigd sinds 1905, waar men likeuren kan proeven.
In 2024 werd de 48e editie van het jazzfestival Souillac en Jazz georganiseerd. Het muziekfestival gaat door in de zomer en trekt ongeveer 6.000 bezoekers.

## Geografie
De oppervlakte van Souillac bedroeg op 1 januari 2022 25,92 vierkante kilometer; de bevolkingsdichtheid was toen 123,4 inwoners per km².
De Borrèze stroomt door de gemeente en mondt er uit in de Dordogne, die de zuidelijke grens van de gemeente vormt.
De onderstaande kaart toont de ligging van Souillac met de belangrijkste infrastructuur en aangrenzende gemeenten.

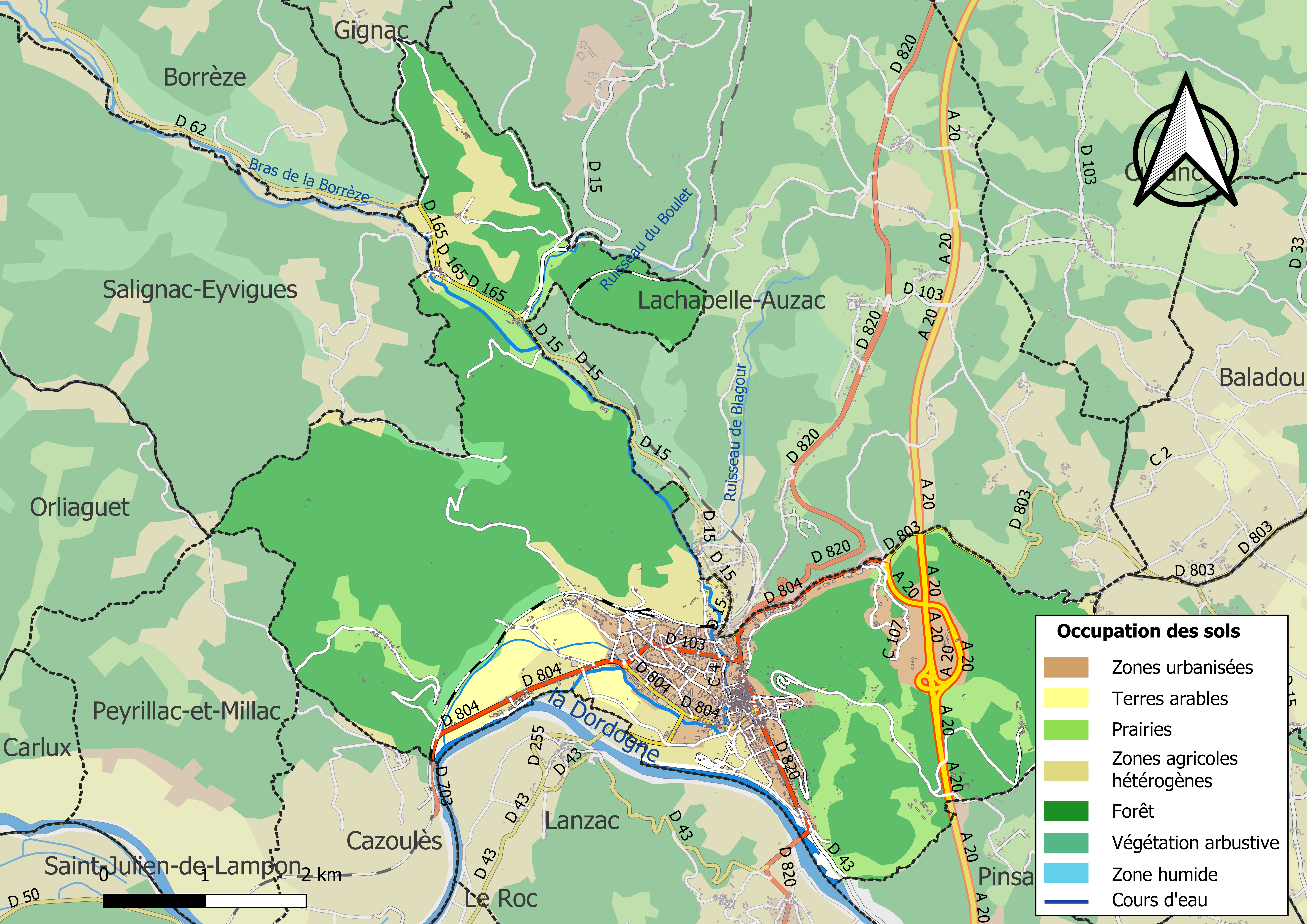

## Verkeer en vervoer
Souillac ligt aan de A20. In de gemeente ligt spoorwegstation Souillac. Vanaf dit station vertrekken treinen richting Toulouse en Parijs.

## Demografie
Onderstaande figuur toont het verloop van het inwoneraantal van Souillac vanaf 1962.